# Этнорелигиозная группа
Этнорелигио́зная гру́ппа, или этноконфессиона́льная гру́ппа (от греч. ἔθνος — племя, народ и лат. confessio — вероисповедание) — часть какого-либо народа, которая по причине иной или особой религиозной принадлежности обособилась от целого, и в условиях долговременной историко-географической замкнутости или самоизоляции выработала собственные религиозно-бытовые, культурно-бытовые и  языковые (диалектальные) и прочие особенности.

## Примеры
Ниже представлены некоторые этнорелигиозные группы:
- аджарцы, чвенебури, ингилойцы и ферейданцы в составе грузин[5];
- амшенцы в составе армян[5];
- арабы-мандеи в Ираке[5];
- арабы-нусайриты в Сирии[5];
- арабы-друзы в составе ливанцев[1][4] и сирийцев[5];
- араканцы в Мьянме[5];
- вальденсы в составе итальянцев[5];
- гебры-зороастрийцы в Иране[5];
- копты в Египте[5];
- кряшены и нагайбаки в составе татар[5];
- курды-езиды в некоторых странах Юго-Западной Азии[5];
- латгальцы в составе латышей[5];
- меннониты в США и Канаде[5];
- мормоны в США[5];
- сербы-мусульмане в составе сербов;
- сету в составе эстонцев[5];
- сикхи в составе панджабцев[1][4];
- старообрядцы Сибири и поморы[2][5], а также молокане[3] и русские мусульмане, в составе русских;
- помаки в составе болгар[2][5];
- и другие.